# Kraftfahrzeug mit Holzgasgenerator

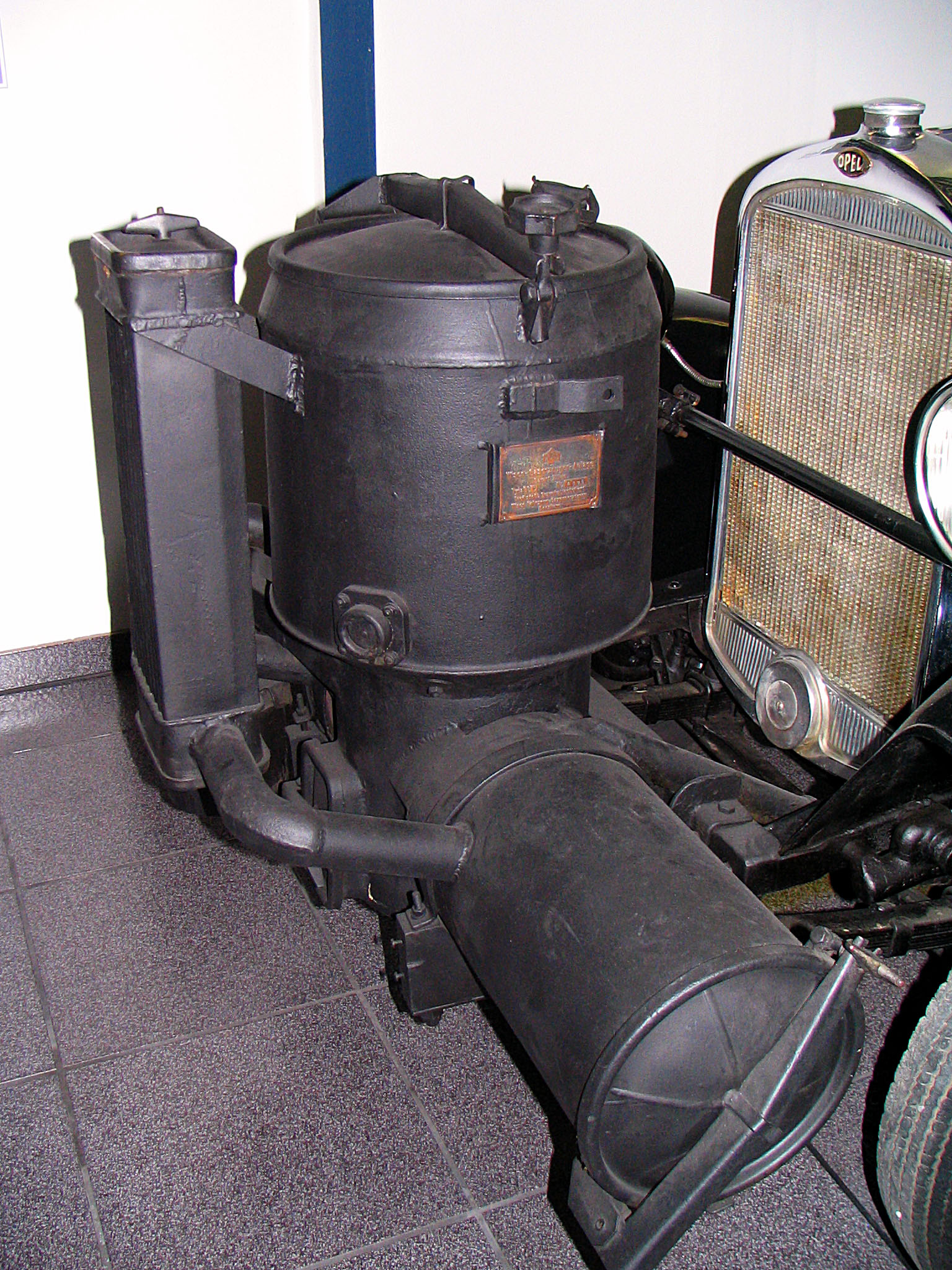
Holzvergaser an einem Opel P4 (1940)

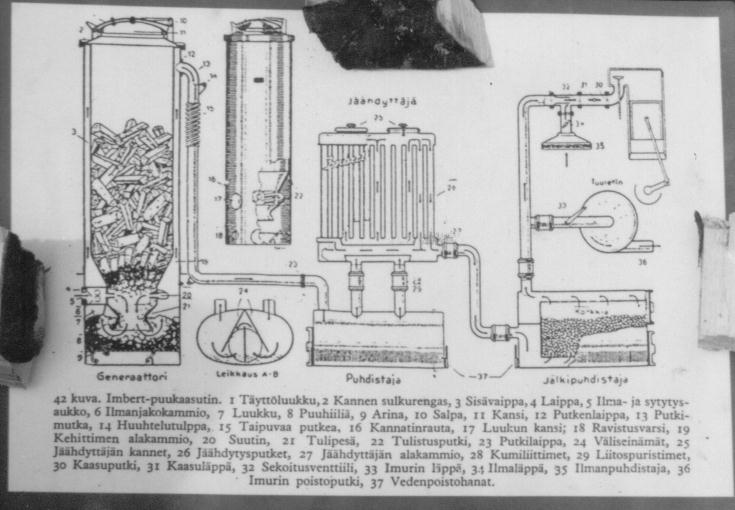
Imbert Holzgasgenerator Funktionsschema

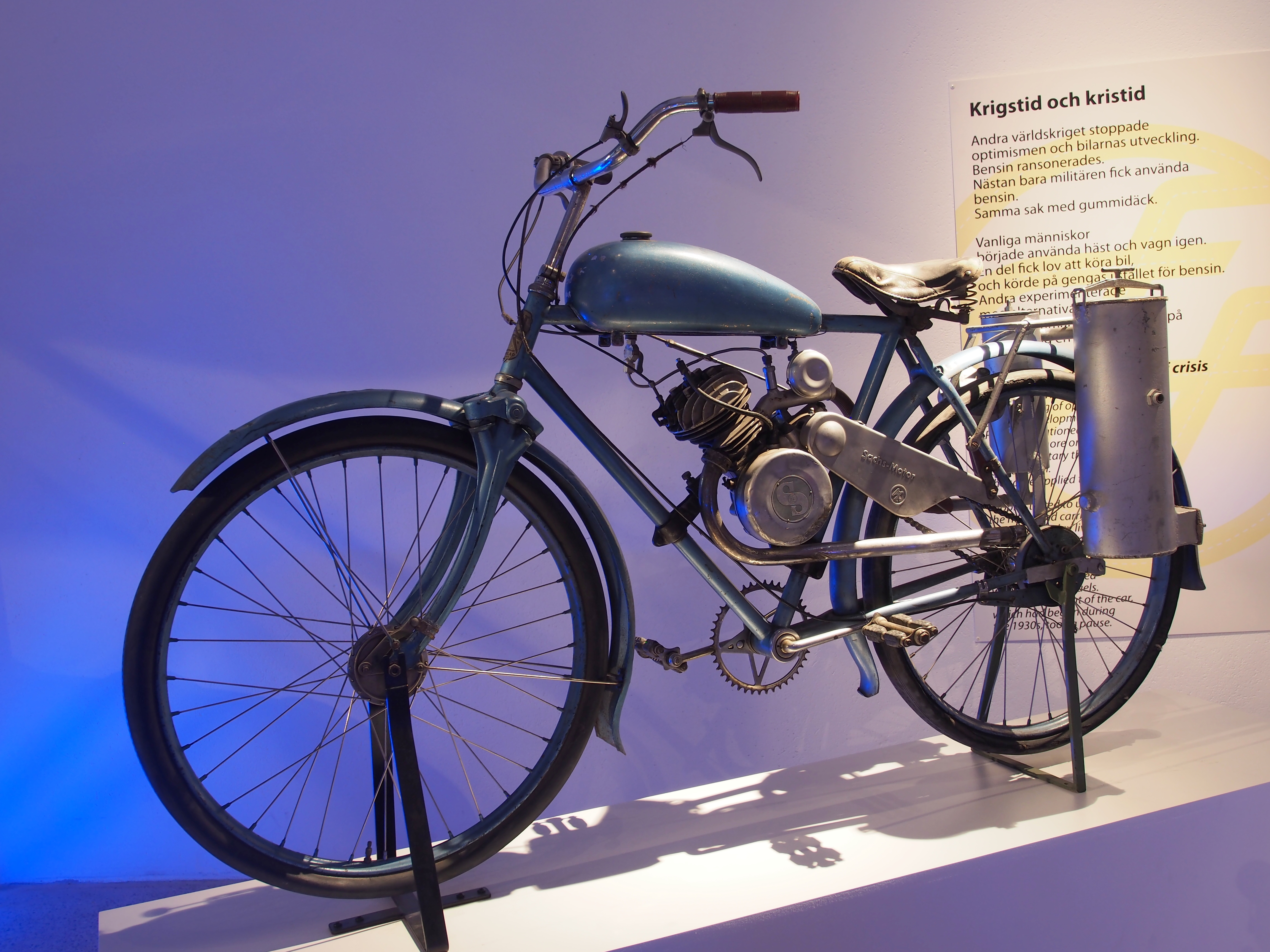
Kraftrad mit Holzgasgenerator

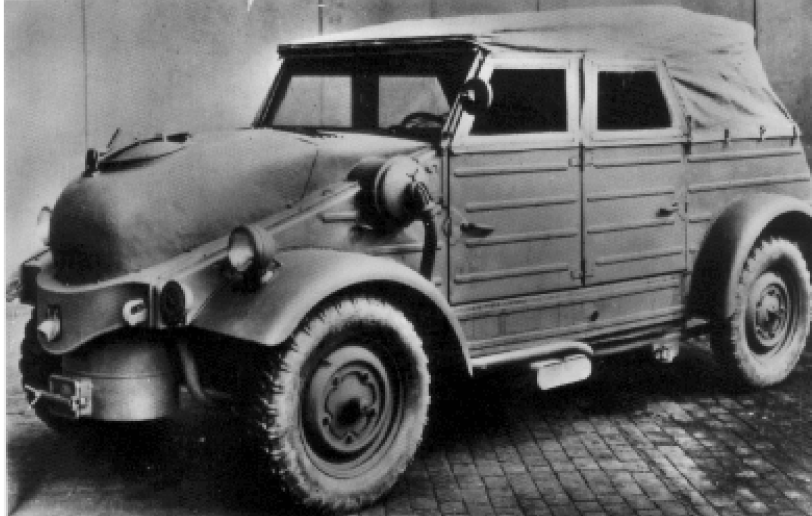
VW Kübelwagen „Typ 230 mit Generator-Antrieb“

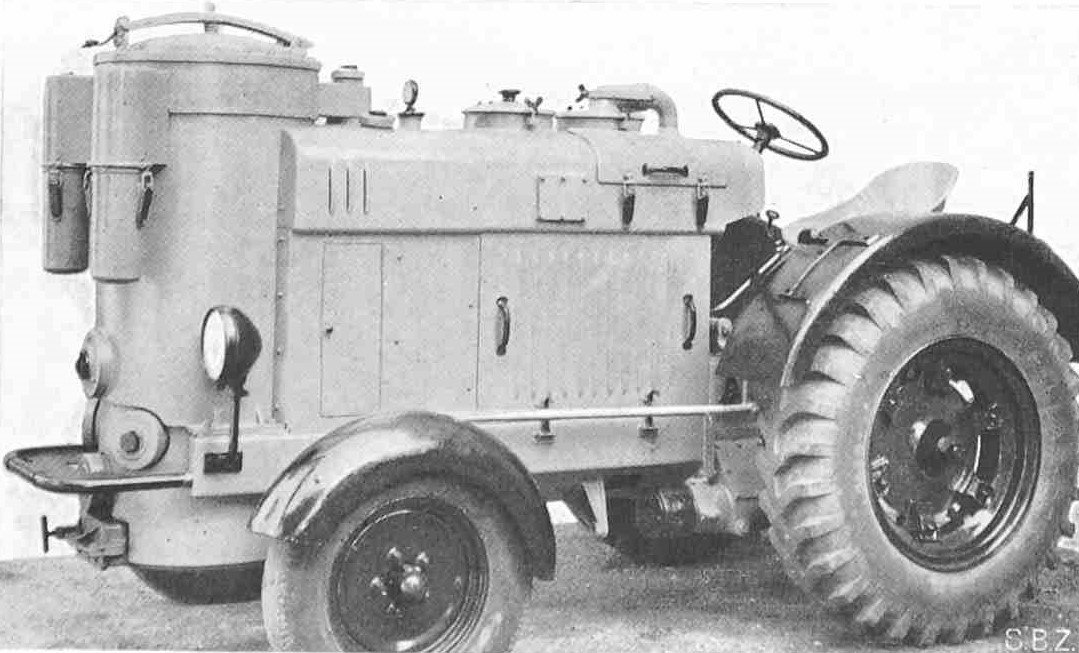
SLM Landwirtschafts-Holzgas-Traktor (1945)

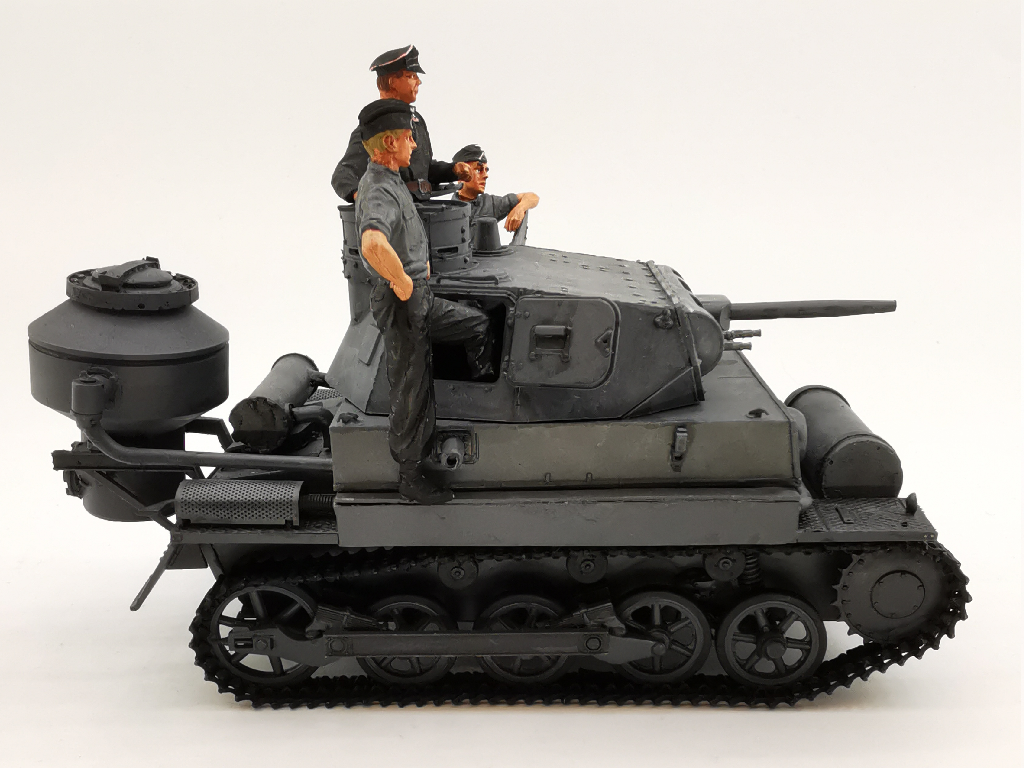
Panzerkampfwagen I Ausf. A, Fahrschulpanzer mit Pz. Kpfw. III Ausf. C Turm, Kummersdorf 1941

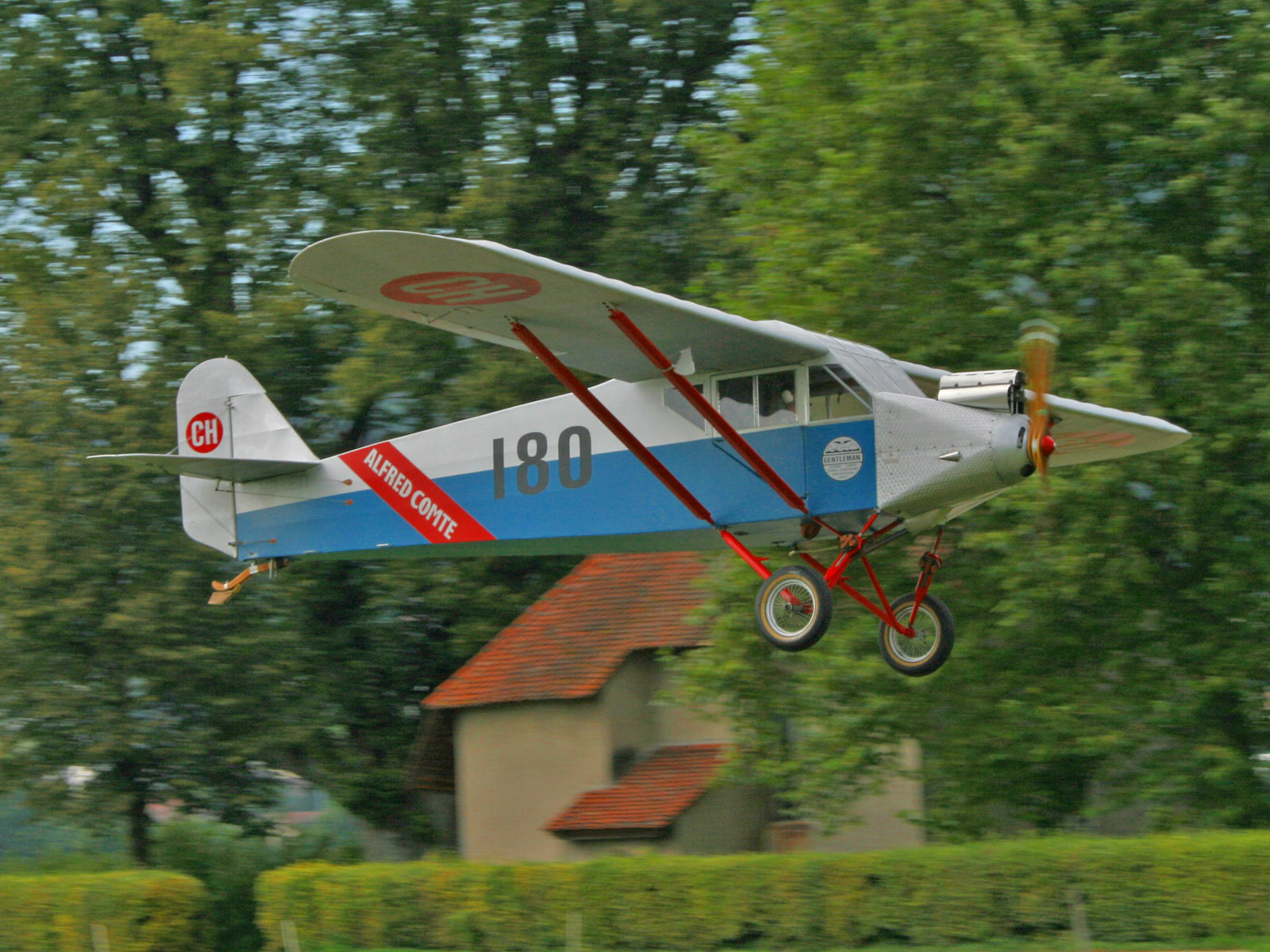
Comte AC-4 mit Holzgasgenerator (2009)

Ein Kraftfahrzeug mit Holzgasgenerator ist ein Fahrzeug mit Holzgas als Kraftstoff.

## Entwicklungsgeschichte
Die Entwicklungsgeschichte von Gasgeneratoren mit Holzvergasung (Holzgasgeneratoren) geht auf den französischen Ingenieur Philippe Lebon zurück. Er erhielt 1799 das erste Patent zu seinen Erfindungen mit Gasen aus der Destillation von Holz und meldete später weitere Patente an. Étienne Lenoir entwickelte im Laufe des Jahres 1859 den ersten brauchbaren Gasmotor, der mit „Leuchtgas“ (Stadtgas) betrieben werden konnte. Der Motor von Lenoir wurde erfolgreich stationär und mobil eingesetzt. Als eines der frühesten Kraftfahrzeuge ist das Hippomobile von 1860 mit dem Gasmotor von Lenoir bekannt. Ab etwa der Mitte des 19. Jahrhunderts kamen etliche Patentanmeldungen zur Gaserzeugung hinzu, die hauptsächlich zur Beschickung von stationären Einrichtungen mit Stadtgas genutzt wurden. Der Anteil von Holzgas blieb bei Stadtgaswerken mengenmäßig eher gering. Die Gebrüder Edouard und Leon Benier erhielten die Patente CH4742 und FR344988 für Gasmotoren und Holzgasgeneratoren, die unter anderem von M. Taylor & Cie. in Paris gebaut und verkauft wurden. Die Gasmotoren von Taylor waren für „Gas pauvre“ (Holzgas oder Leuchtgas) eingerichtet. Der Erfindung des Ottomotors folgten Verbesserungen an den Holzgasgeneratoren.
Georg Imbert erhielt ab 1902 Patente zu Holzvergaseranlagen, die mit Anpassungen für den mobilen Betrieb als „Kraftgasanlagen“ auch für den Einsatz mit Automobilen und weiteren Fahrzeugen geeignet waren. In Frankreich wurde die Technik in den 1920er-Jahren gefördert. Nach Imbert wurden Hersteller wie Gohin-Poulenc, Fap Elgazo Tarbes, Panhard, Electrolux und weitere bekannt.  1944 waren in Frankreich rund 20 Hersteller aktiv. In der Zeit des Zweiten  Weltkrieges wurden weltweit Fahrzeuge mit Holzgasgeneratoren nachgerüstet, weil mineralische Flüssigkraftstoffe (Motorenbenzin, Dieselkraftstoff, Benzol und Petroleummischungen) knapp und militärischen Verwendungen vorbehalten waren. Die „Imbert Generatoren GmbH“ stellte 1945 noch 500.000 Holzgasgeneratoren her. 1952 wurde die Fertigung von Imbert in Köln geschlossen.
Im 21. Jahrhundert blieben nur wenige Oldtimer mit Holzgasgeneratoren erhalten. Neue Fahrzeuge werden nur noch selten für Holzgasbetrieb ausgerüstet. Die Technik zur Gaszeugung aus Holz hat im Bereich der Biomassevergasung an Bedeutung gewonnen, da sowohl Holzvergaserkessel als auch Kraft-Wärme-Kopplung damit möglich ist. Das Wissen zur Technologie für den mobilen Einsatz mit Fahrzeugen betrachten staatliche Stellen wie beispielsweise die Federal Emergency Management Agency als nützlich für Fälle von nationalen Energienotständen.

## Betrieb mit Holzgas
Der Betrieb von Kraftfahrzeugen ist eine der möglichen Nutzungen von Holzgas. Die Generatoren mit ihren Holzvergaserkesseln, Wärmetauschern und weiteren Gasaufbereitungsstufen und -leitungen wurden außen an der Karosserie befestigt oder als Anhänger mitgeführt. Die technische Anlage dazu, der Holzvergaserkessel, wurde mit Brennholz befüllt und funktionierte als Festbettvergaser. Durch Erhitzen entwich aus dem Holz das brennbare Gasgemisch (Holzgas), dessen Bestandteile hauptsächlich aus dem nicht brennbaren Stickstoff der Luft, Kohlenstoffdioxid, brennbarem Kohlenstoffmonoxid (zusammen ca. 85 %) und Methan sowie kleineren Anteilen von Ethylen und Wasserstoff bestanden. Beim Betrieb der Fahrzeuge konnte etwa ein Liter Benzin durch die aus etwa 2 kg bis 3 kg Holz gewonnene Gasmenge ersetzt werden.

## Fahrzeuge mit Holzgasgeneratoren
Fahrzeuge wie das Hippomobile von Lenoir mit speziell für Holzgas ausgelegten Gasmotoren konnten sich nicht gegen Fahrzeuge mit Mineralenergieantrieben oder mit elektrischen Batterien durchsetzen. Dennoch wurde die Technik gefördert und eingesetzt, um in Zeiten von Brennstoffknappheit eine einfach verfügbare Alternative zur Sicherung der Mobilität zu haben. Die meisten holzgasbetriebenen Fahrzeuge sind aus dem Bereich der Landfahrzeuge bekannt. Es wurden auch Wasserfahrzeuge und als Flugzeug der Typ Comte AC-4 mit Holzgas betrieben.
Bei großen Kfz-Herstellern wie Renault, Peugeot und Citroen waren Fahrzeuge mit Holzgasgeneratoren ab Werk erhältlich. Von 1930 bis etwa in die 1950er-Jahre wurden weltweit für Fahrzeuge Holzgasgeneratoren entwickelt und zeitweise über eine Million Kraftfahrzeuge damit betrieben. Die „Imbert Generatoren GmbH“ stellte 1945 noch 500.000 Holzgasgeneratoren her.
Lastkraftwagen
In den 1920er-Jahren wurden in Frankreich Versuchsfahrten zur Förderung von Lastkraftwagen mit Holzgasgeneratoren veranstaltet. Nachfolgend waren von französischen Herstellern Lastkraftwagen und auch landwirtschaftliche Traktoren mit der Technik verfügbar. Während des Zweiten Weltkrieges wurden von allen Kriegsparteien Holzgas-Lkw genutzt. In Russland wurden systematisch Fahrzeuge wie der GAZ-42 entwickelt und genutzt. Bis in die frühen 1950er-Jahre waren in Deutschland etliche Lastwagen mit Holzvergaser im Einsatz.

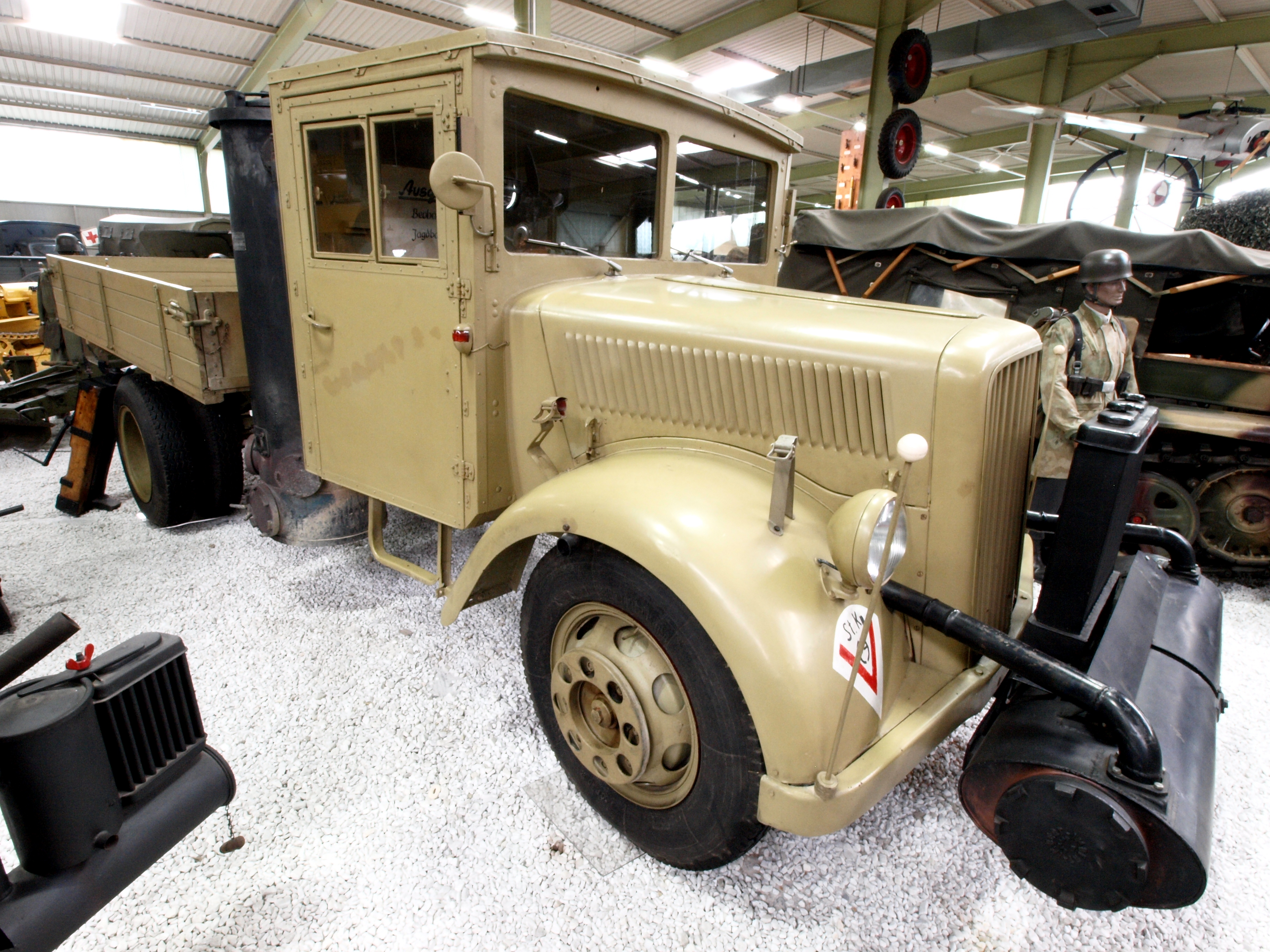
Mercedes-Benz L 701
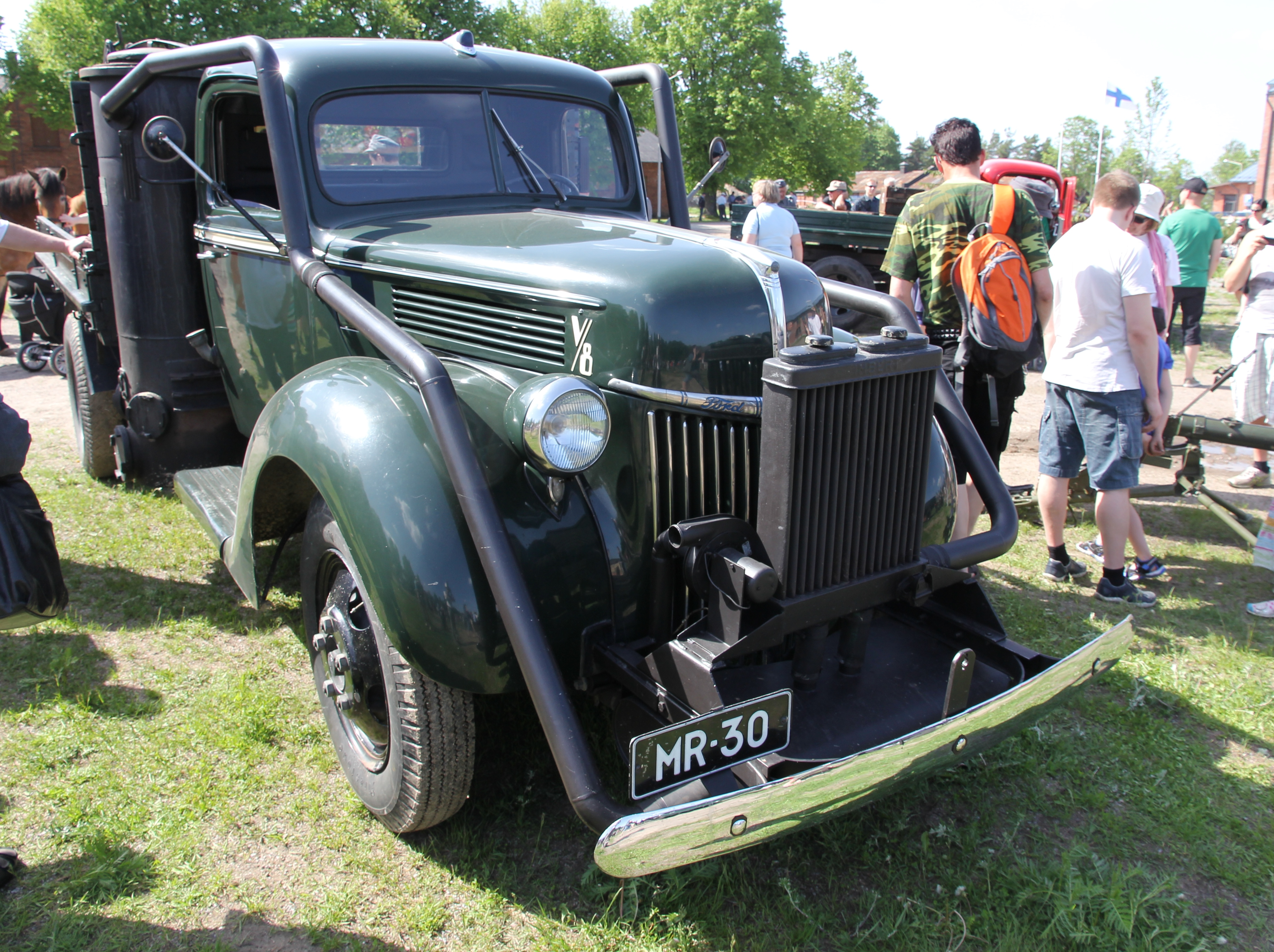
Ford V-3000-Serie-V8
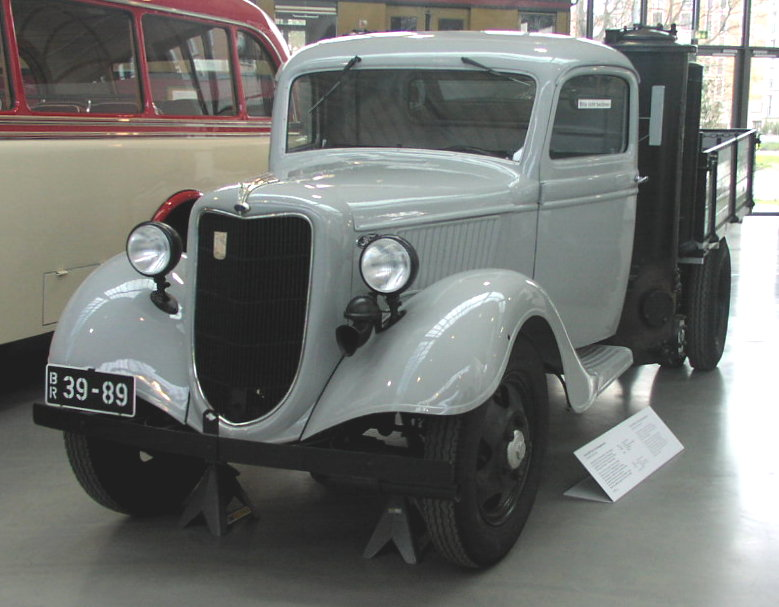
Ford Modell V8-51
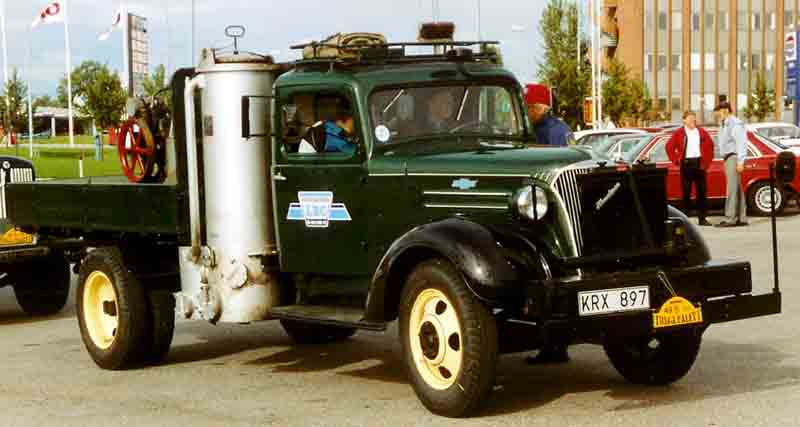
Chevrolet HS 157D

Omnibusse
Der Betrieb von Omnibussen mit Holzgasgeneratoren wurde in etlichen Länder zur Absicherung des Verkehrs bei Brennstoffknappheit eingeführt. Die Technik war meist eine Abwandlung von Lastkraftwagen, wobei die Fahrgäste möglichst wenig vom Holzgasbetrieb beeinträchtigt werden sollten. Deshalb wurde zum Teil die Technik auf Anhängern nachgeführt.

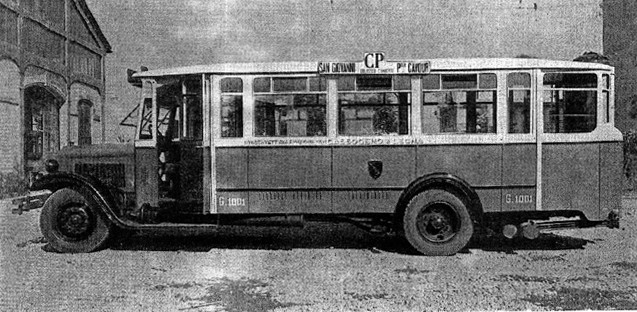
Bus (Rom 1935)
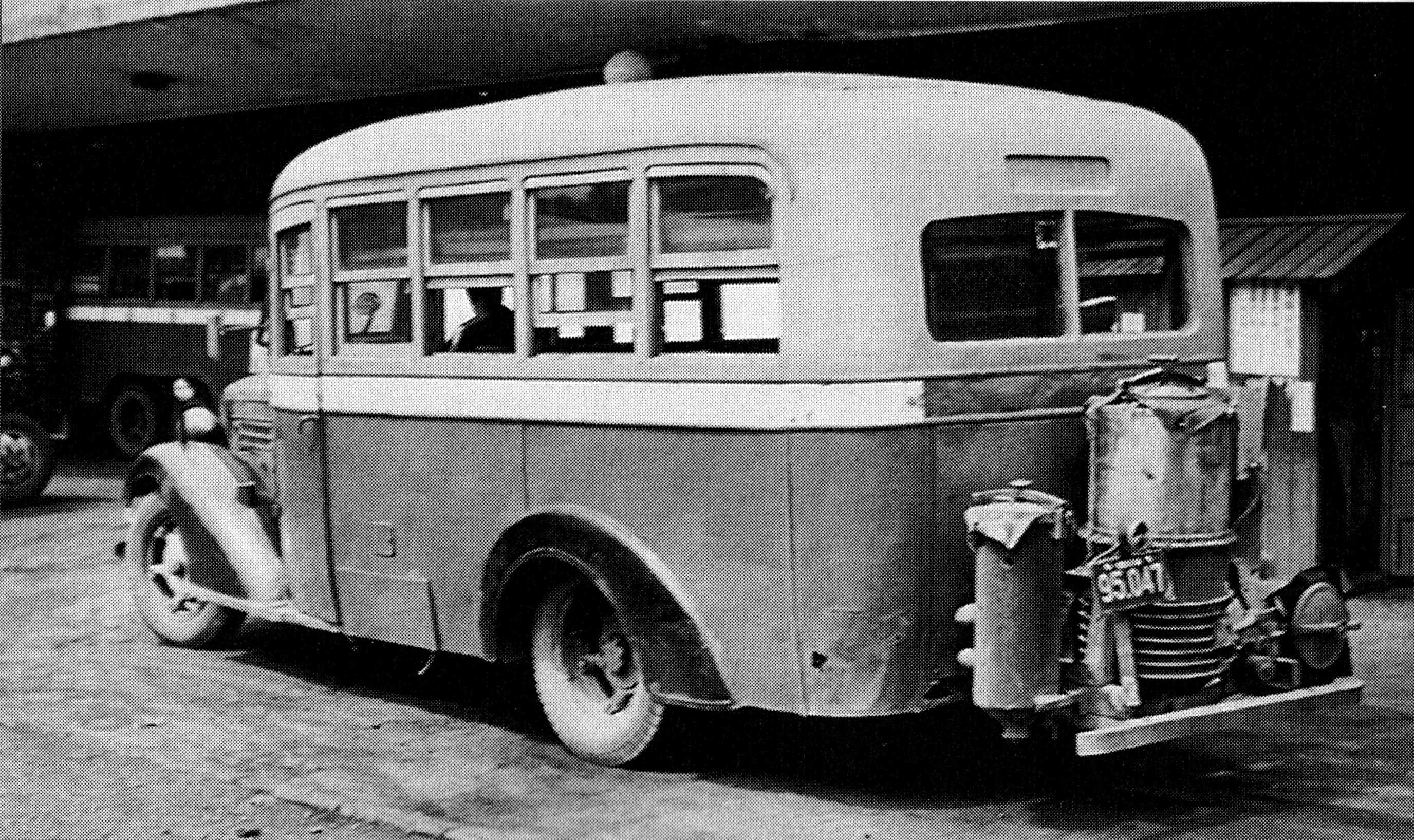
Ao-bus (Japan 1937)
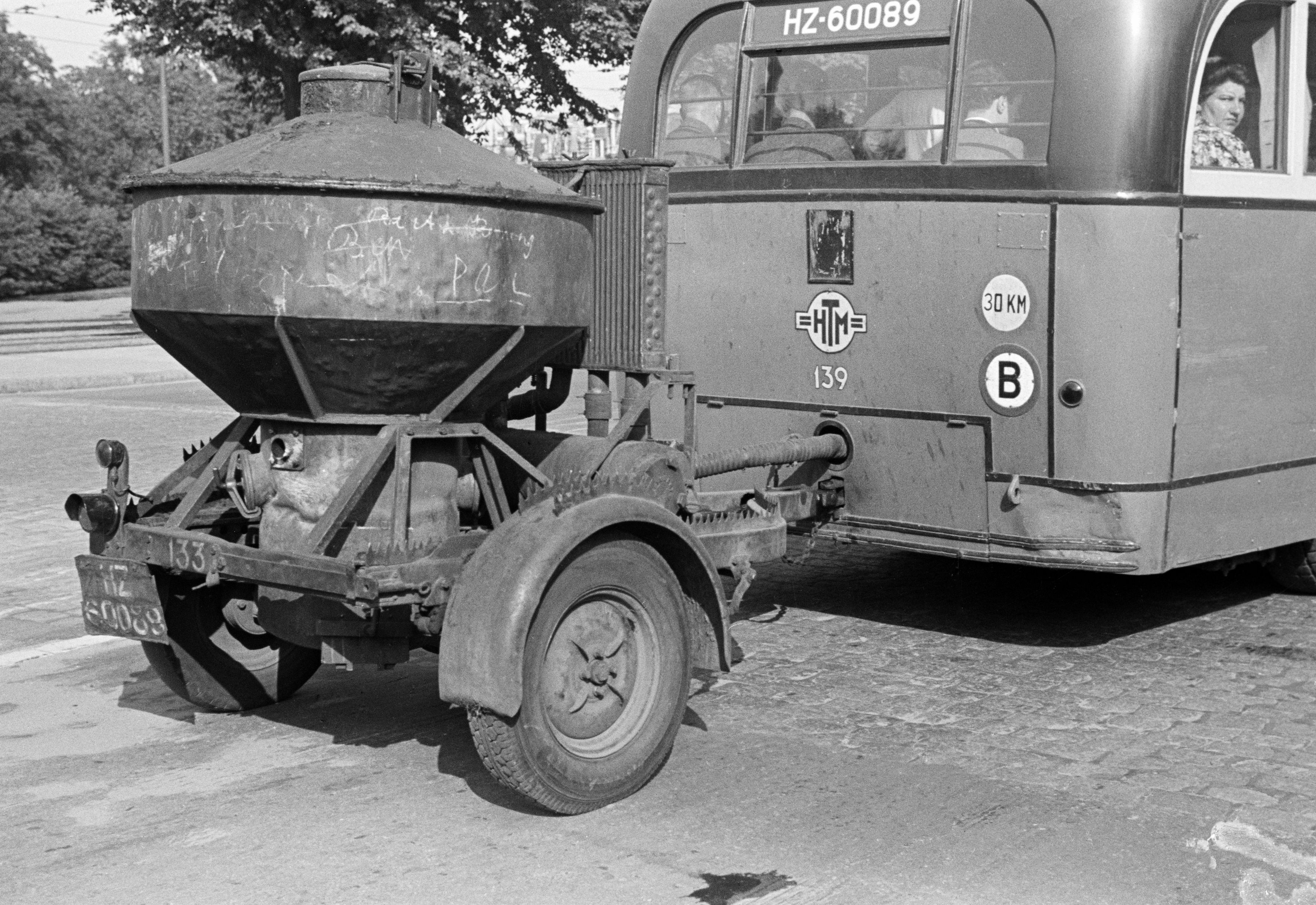
Holzgas-Anhänger

Personenkraftwagen
Der Betrieb von Personenkraftwagen war zeitweise für Privatpersonen eine Möglichkeit für Individualverkehr trotz Brennstoffknappheit oder Rationierung. Im Zweiten Weltkrieg und einige Zeit danach wurden viele Pkw mit Holzgas betrieben.

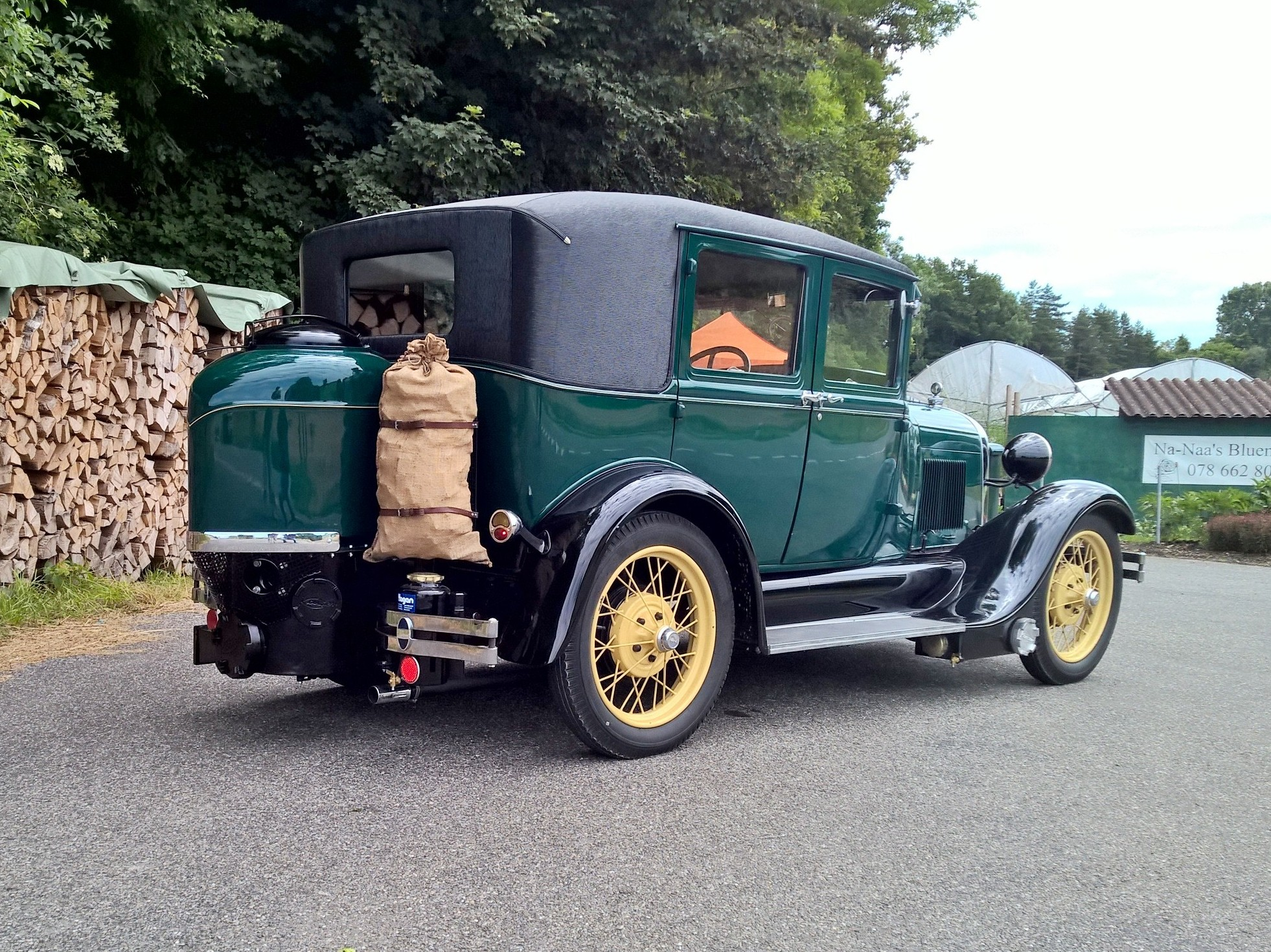
Ford Model A 1928 mit Holzgasantrieb
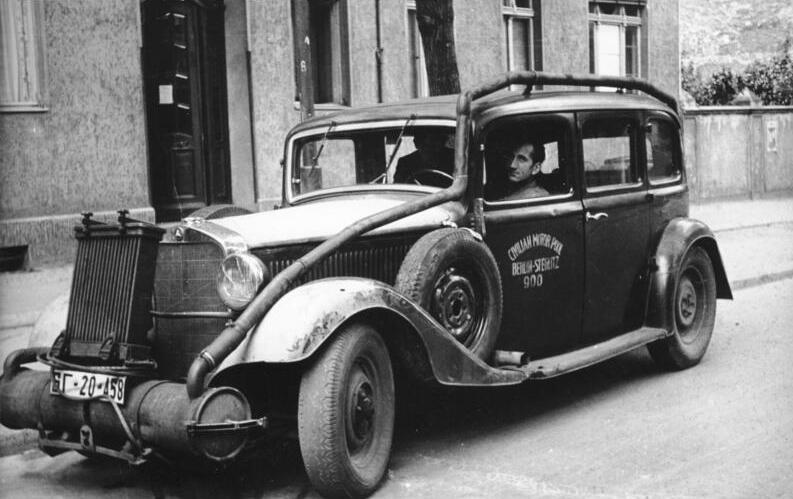
Mercedes-Benz W 143 (Berlin 1946)
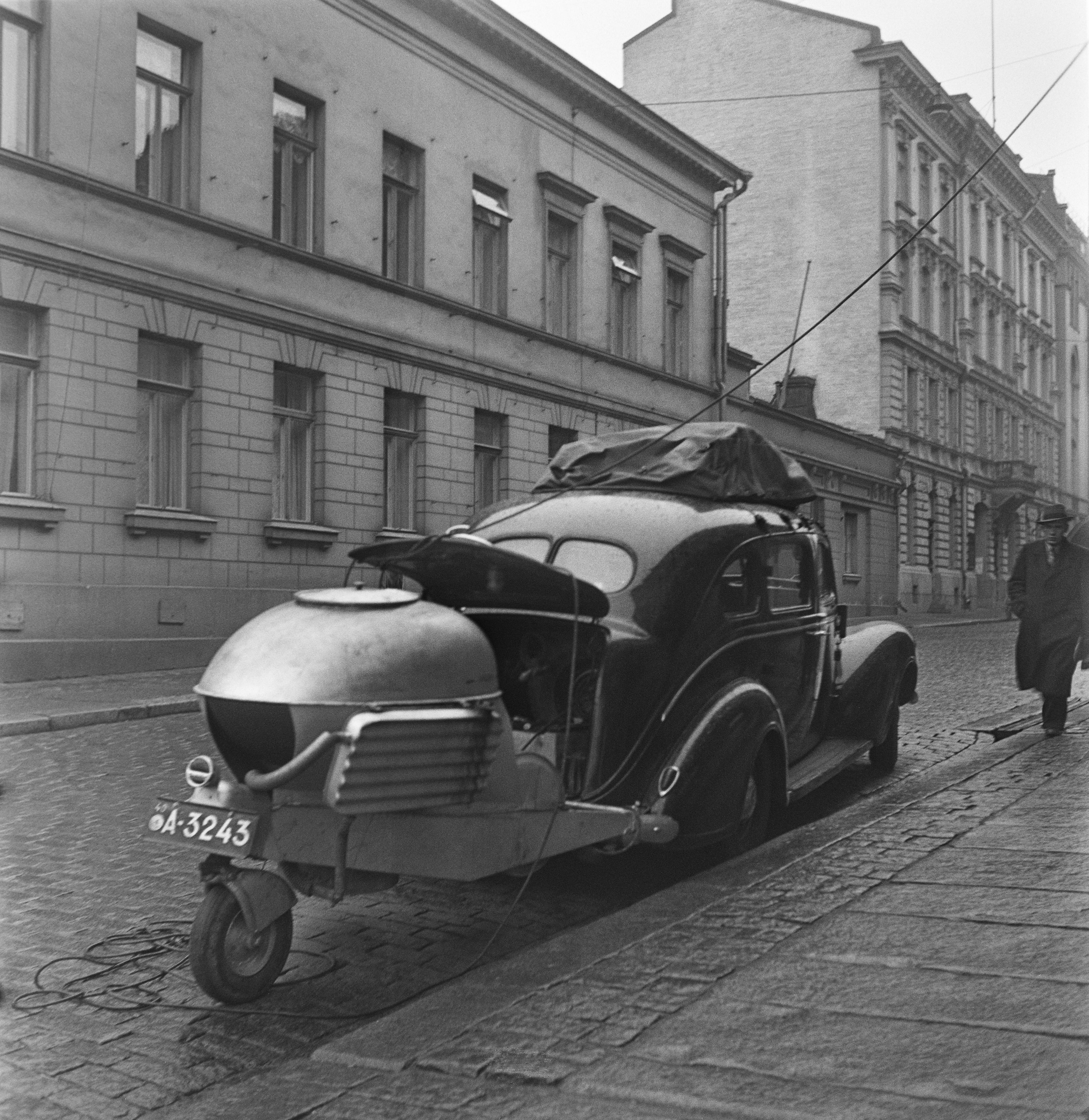
Holzgas im Nachläufer
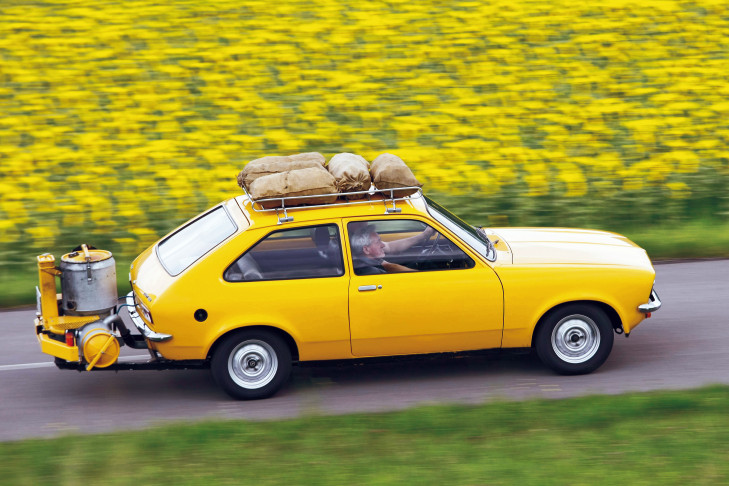
Opel Kadett City

Schienenfahrzeuge
Einige Hersteller von Schienenfahrzeugen haben systematisch Schienenbusse und Triebwagen für Holzgasbetrieb entwickelt. Darüber hinaus wurden einige kleinere Lokomotiven wegen Brennstoffknappheit auf Holzgasbetrieb umgestellt.

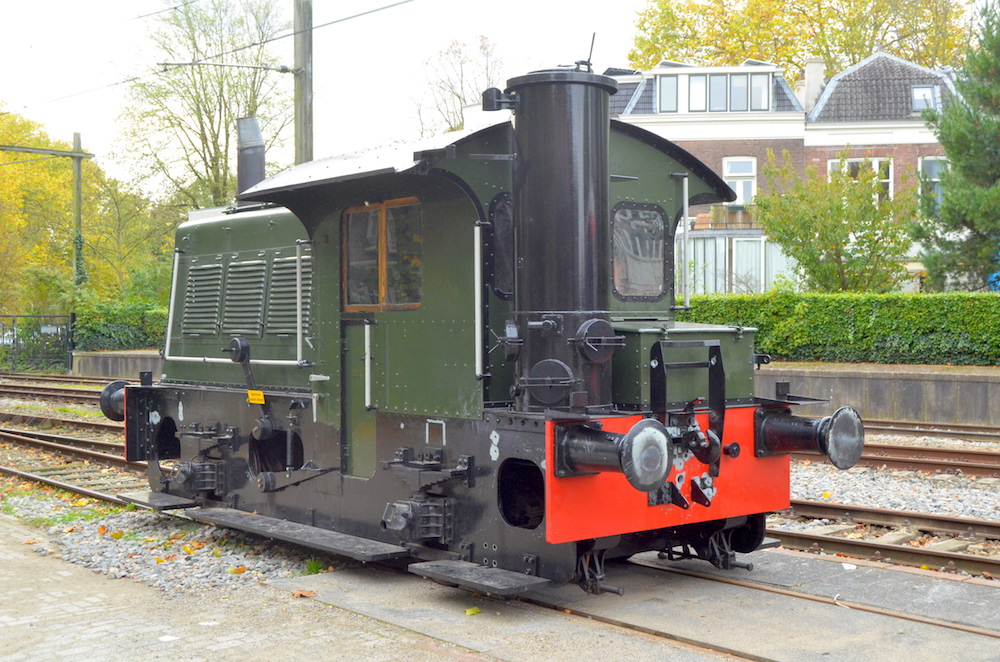
Lokomotive NS Class 200
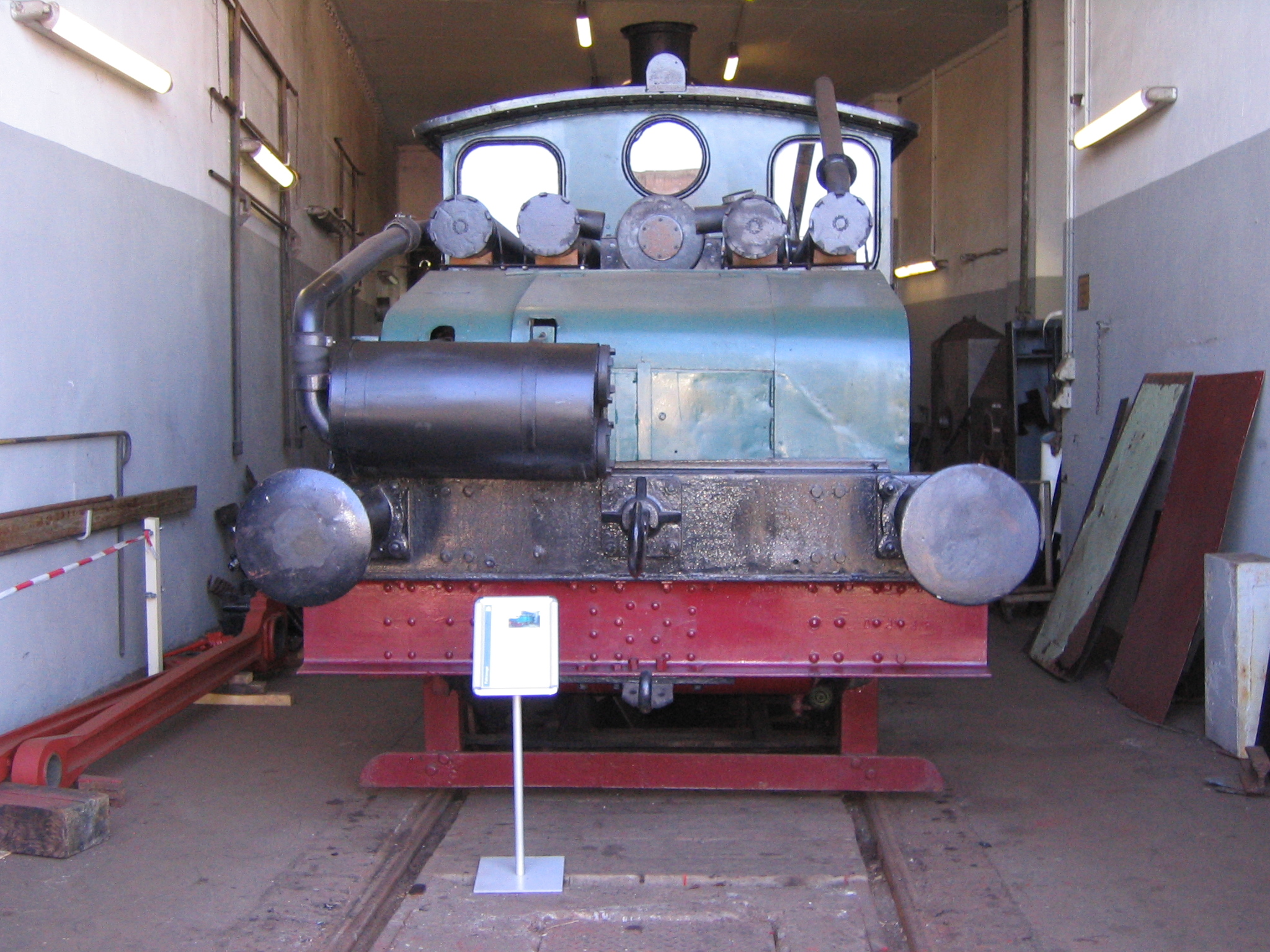
Lokomotive Deutz C XIV R
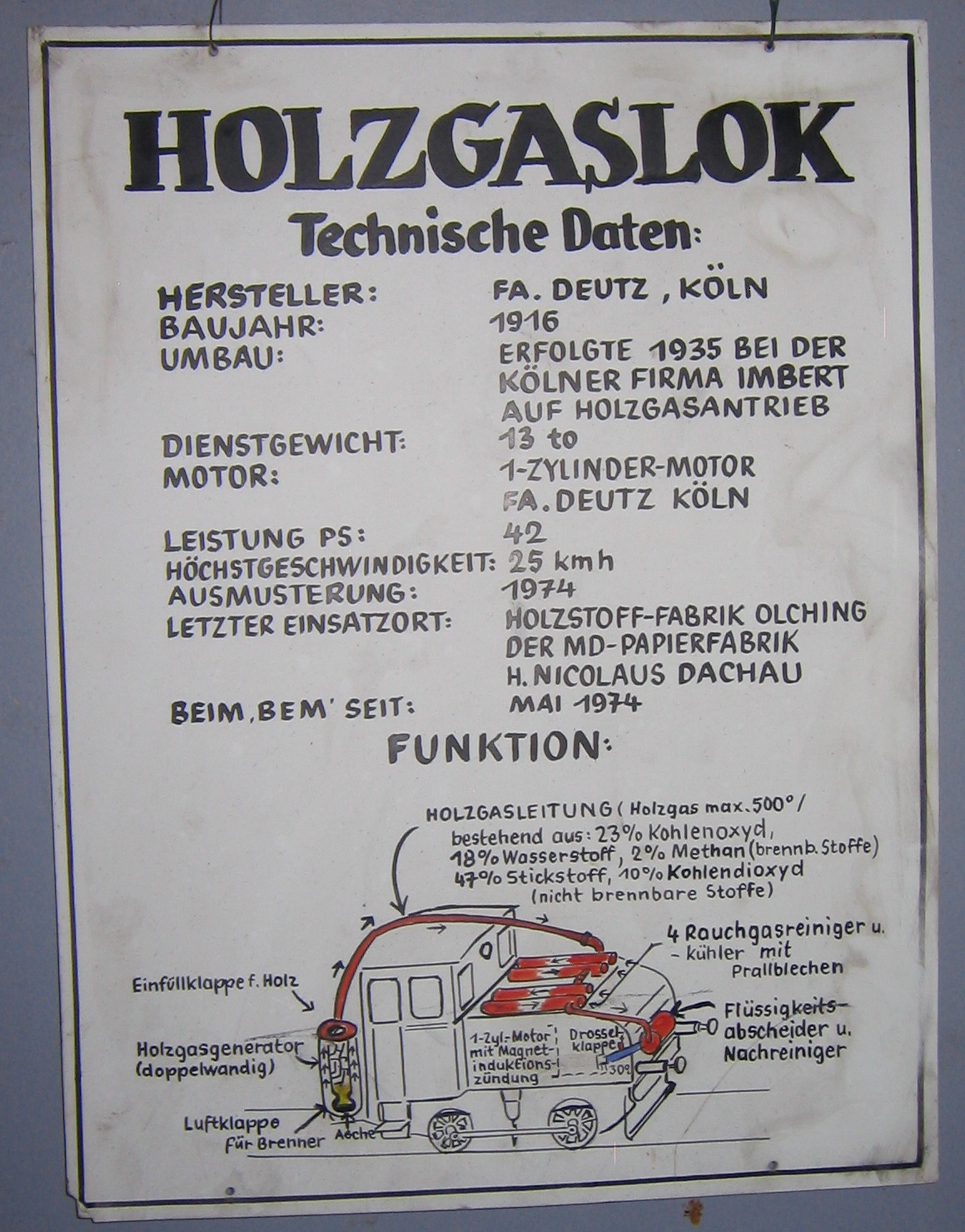
Umbau-Info Deutz C XIV R
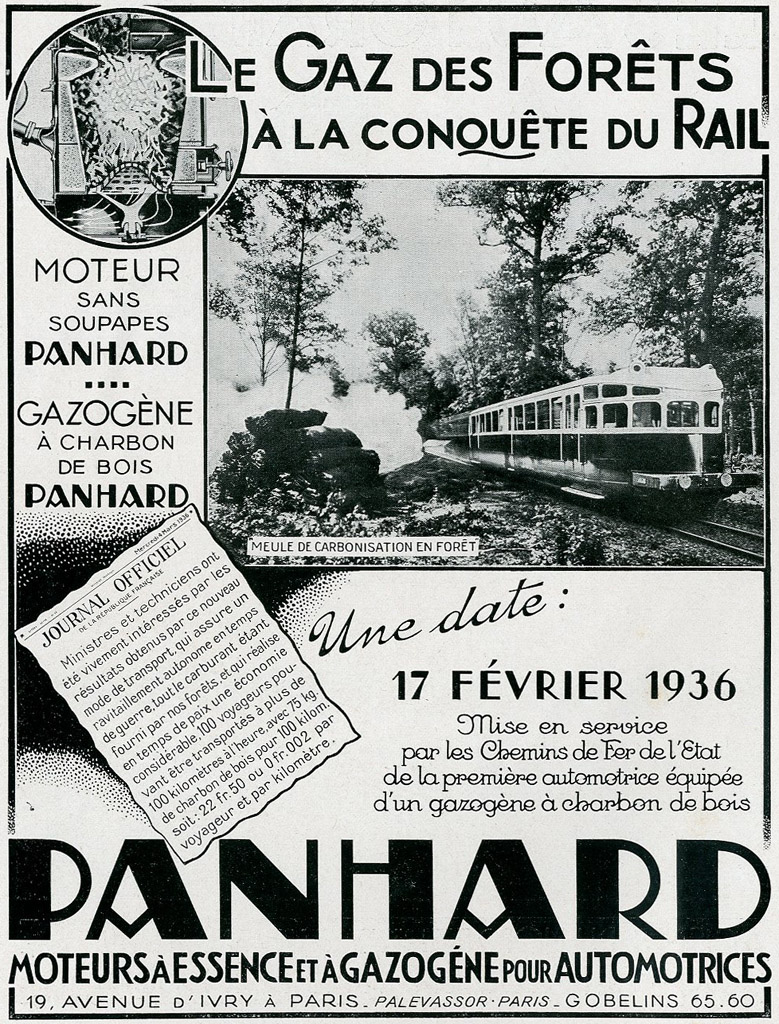
Triebwagen Panhard
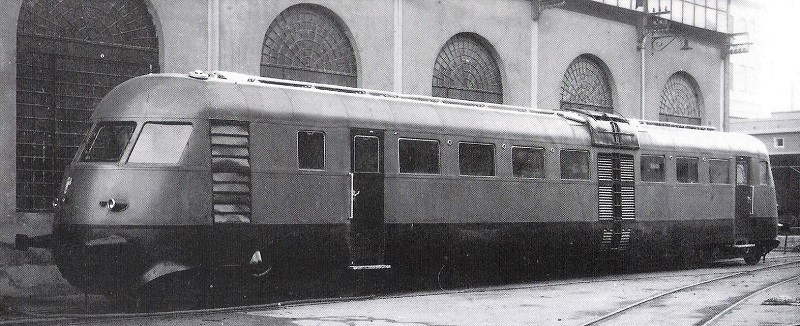
Triebwagen FS ALg 56

## Patent-Informationen
Patentübersicht zu Holzvergasersystemen:
- Patent  US14045A: Making illumination Gas. Veröffentlicht am 8. Januar 1856, Erfinder: N. Aubin.‌
- Patent  CH4742A: Gazogène pour moteurs à gaz. Angemeldet am 25. März 1892, veröffentlicht am 15. Juli 1892, Erfinder: Leon Benier.‌
- Patent  FR321486A: Nouveau foyer de chaleur dénommé "novita". Angemeldet am 13. Mai 1902, veröffentlicht am 12. Januar 1903, Erfinder: Georg Imbert.‌
- Patent  FR344988A: Gazogène pour moteurs d'automobiles et de bateaux. Angemeldet am 20. Juli 1904, veröffentlicht am 18. November 1904, Erfinder: Edouard Benier.‌
- Patent  US765340A: Gas-Burner. Angemeldet am 19. Dezember 1902, veröffentlicht am 19. Juli 1904, Erfinder: Georg Imbert.‌
- Patent  AT102805B: Gaserzeuger. Angemeldet am 15. September 1924, veröffentlicht am 25. März 1926, Erfinder: Georg Imbert.‌